# Weston (Nebraska)
Weston je selo u američkoj saveznoj državi Nebraska. Prema popisu stanovništva iz 2010. u njemu je živjelo 324 stanovnika.